# Jean II de Nassau-Beilstein
Jean II de Nassau-Beilstein, (en allemand Johann II von Nassau-Beilstein), mort le 18 août 1513.
Il fut comte de Nassau-Beilstein de 1499 à 1513.

## Famille
Fils de Henri IV de Nassau-Beilstein et de Ève von Sayn.
En 1492, il épousa Marie von Solms (1471-1505), (fille du comte Othon von Solms)
Quatre enfants sont nés de cette union :
- Jean III de Nassau-Beilstein, comte de Nassau-Beilstein
- Henri de Nassau-Beilstein (1496-tué en 1525)
- Hermine de Nassau-Beilstein (†1584), elle entra dans les ordres
- Ève de Nassau-Beilstein (†1579), elle entra également dans les ordres

Veuf, Jean II de Nassau-Beilstein épousa en 1510 Anne zur Lippe (†1533), (fille du comte Bernard VII zur Lippe).
Jean II de Nassau-Beilstein appartint à la troisième branche de la Maison de Nassau, elle-même issue de la seconde branche. Cette lignée de Nassau-Beilstein appartint à la tige Ottonienne qui donna des stathouders à la Flandre, la Hollande, la Gueldre, aux Provinces-Unies, elle donna également un roi à l'Angleterre à l'Écosse en la personne de Guillaume III d'Orange-Nassau, des rois et reines aux Pays-Bas.
Cette lignée de Nassau-Beilstein s'éteignit en 1561 avec le dernier comte Jean III de Nassau-Beilstein.